# Steve Cropper

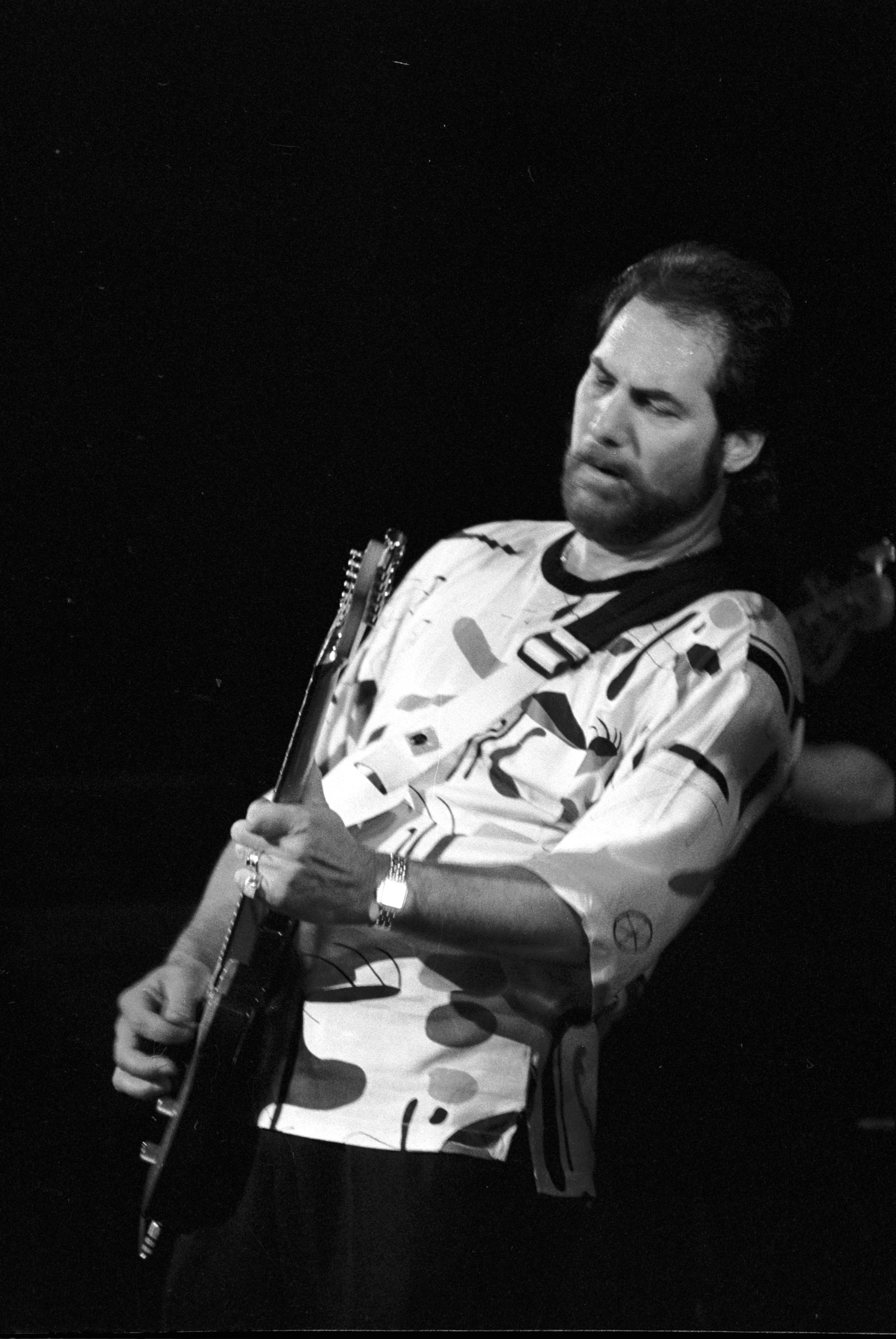
Steve Cropper in 1990

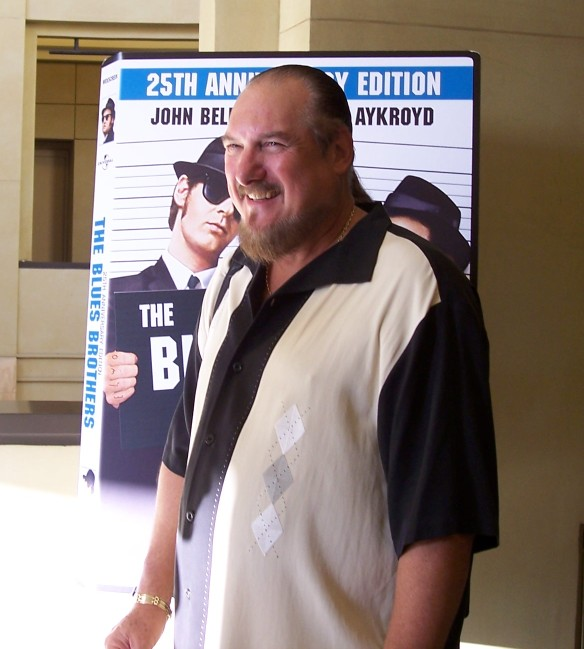
Steve Cropper in 2005

Steve (the Colonel) Cropper (Dora (Missouri), 21 oktober 1941) is een Amerikaans gitarist, liedjesschrijver en producer.

## Muzikale loopbaan

### Jeugd
Als kind in Missouri luisterde Cropper veel naar countrymuziek, omdat er niet veel andere muziekstijlen waren op de radio. Toen hij negen jaar was verhuisde hij met zijn familie naar Memphis, waar hij veel gospel, rhythm-and-blues en rock-'n-roll te horen kreeg. Toen hij tien jaar was nam hij voor de eerste keer een gitaar (van zijn zwager) in zijn handen, een Gibson. Op zijn veertiende kreeg hij een gitaar en speelde hij veel nummers van Chuck Berry, Chet Atkins en Jimmy Reed. Hij trad af en toe op met de lokale muzikanten en richtte The Royal Spades op samen met Charlie Freeman.

### Stax-jaren (1961-1970)
The Royal Spades werd omgedoopt in The Mar-Keys toen Satellite Records de naam veranderde in Stax Records. De groep werd de eerste studiosessieband van dit platenlabel. Ze namen zelf platen op en kregen hun enige hit in 1961: Last Night. In de band speelden ook Don Nix (later producer/liedjesschrijver), bassist Donald "Duck" Dunn, trompettist Wayne Jackson en saxofonist Charlie Axton, de zoon van Estelle Axton (mede-oprichtster van Stax). Chips Moman verliet Stax om zijn eigen studio te beginnen en directeur Jimmy Stewart van Stax Records zag in Cropper een goede supervisor. Hij gaf hem de sleutels, zodat hij iedere dag de studio kon openen. Op deze manier werd Cropper de technische man van Stax Records.
In 1962 nam Jimmy Stewart heimelijk een jamsessie op van Cropper met Booker T. Jones (keyboard), All Jackson (drummer) en Lewie Steinberg (bas). Met dit viertal werd na opheffing van The Mar-Keys een nieuwe band opgericht met de naam Booker T. & the M.G.'s. Ze hadden direct hun eerste hit met Green Onions. Lewie Steinberg werd later vervangen door ex-Mar-Keys-collega Donald "Duck" Dunn. In 1969 bracht Cropper zijn eerste soloalbum With a Little Help from My Friends uit.
Toen Booker T. Jones wegging bij Stax hielden Booker T. & the M.G.'s op te bestaan. Cropper, de overgebleven M.G.'s en het vaste schrijversduo Isaac Hayes en David Porter kregen de bijnaam de Big 6. Als zodanig werkten ze in verschillende combinaties bij Stax Records. Voordat Cropper en Eddie Floyd samen de bekende hit Knock on Wood schreven, schreef het duo voor Wilson Pickett de hits 634-5789 en Ninety-Nine And A Half (Won't Do). Cropper schreef ook met Otis Redding de hit (Sittin' on) The Dock of the Bay en met Pickett In the Midnight Hour in 1965. Cropper speelde ook mee in Soulman van Sam & Dave, met de beroemde kreet "Play it, Steve!".
Paul McCartney en John Lennon van The Beatles wilden graag met Cropper samenwerken, maar manager Brian Epstein vond het plan helemaal niets vanwege de beveiliging die The Beatles moesten krijgen in de steden. Daarom ging de samenwerking niet door.

### Trans Maximus Studio
Cropper verliet Stax Records op 20 september 1970 en begon met de ook van Stax afkomstige Jerry Williams en Ronnie Stoots een eigen Trans Maximus Studio, bekend als MI Studio. Cropper speelde sessies met Jeff Beck, Poco, José Feliciano, John Prine en Tower of Power. In 1978 produceerde hij het album We Came To Play en in 1980 voor John Mellencamp het album Nothing Matters And What If It Did?.

### The Blues Brothers Band
In 1977 werkten Cropper en Dunn samen met Levon Helm op diens cd RCO All-Stars. Naar aanleiding daarvan haalden John Belushi en Dan Aykroyd hen bij de Blues Brothers Band, die drie albums maakte. Ook kwam er een speelfilm The Blues Brothers, waarin zowel Cropper als Dunn een rol had. Toen Belushi in 1982 stierf stopte de band met spelen en ging Cropper verder als sessiemuzikant en muziekproducent. Ook ging hij weer werken aan zijn solocarrière: hij nam in 1980 Playing My Thing en in 1982 Night after Night op.
In 1998 maakte Cropper twee cd's met de Blues Brothers Band en daarna kwam de film Blues Brothers 2000 uit. (John Belushi werd vervangen door John Goodman). In deze film speelde Cropper ook weer een lid van de Blues Brothers band. In 1998 startte hij weer een platenlabel, maar nu alleen, met de naam Play it Steve!. Hij is ook eigenaar van een  opnamestudio in Nashville: Insomnia Studio. Vanaf die tijd is Cropper fulltime sessiemuzikant, producent en schrijver van liedjes.

## Erkenning
- In 1996 stond Cropper in het Mojo muziekblad in het Verenigd Koninkrijk op nummer 2 als Guitarist of all time (Jimi Hendrix stond op nummer 1).
- In 2003 hadden de lezers van het Rolling Stone Magazine  Cropper in de lijst van de 100 Guitar Players of all time gestemd.
- In 2005 is Cropper opgenomen in de Songwriters Hall of Fame.
- Op 10 februari 2007 ontving Cropper de Grammy Lifetime Achievement Award, samen met Booker T. & the M.G.'s bandleden.

- Bibsys: 3029739
- Biblioteca Nacional de España: XX898151
- Bibliothèque nationale de France: cb13983196n (data)
- Gemeinsame Normdatei: 134567218
- International Standard Name Identifier: 0000 0000 7828 0744
- Library of Congress Control Number: n94100442
- Nationale Bibliotheek van Letland: 000096923
- MusicBrainz: 4387a8ed-8a80-453c-a863-73dc0b23900c
- Nationale Bibliotheek van Tsjechië: js20080118002
- Nationale en Universitaire bibliotheek Zagreb: 000065385
- Nederlandse Thesaurus van Auteursnamen: 097036323
- Système universitaire de documentation: 162142773
- Virtual International Authority File: 46955024
- WorldCat: E39PBJfx8Q9jXGvJwCg3f6mrv3